# Atequexquitla
Atequexquitla är en ort i Mexiko.   Den ligger i kommunen Xicotepec och delstaten Puebla, i den sydöstra delen av landet, 160 km nordost om huvudstaden Mexico City. Atequexquitla ligger 707 meter över havet och antalet invånare är 858.
Terrängen runt Atequexquitla är lite bergig. Runt Atequexquitla är det ganska tätbefolkat, med 149 invånare per kvadratkilometer. Närmaste större samhälle är Xicotepec de Juárez, 7,3 km väster om Atequexquitla. I omgivningarna runt Atequexquitla växer i huvudsak städsegrön lövskog.